# 湯津上温泉
湯津上温泉（ゆづかみおんせん）やすらぎの湯は、栃木県大田原市湯津上（旧下野国）にある温泉。「湯けむりふれあいの丘」に温泉施設「湯津上温泉 やすらぎの湯」がある。

## 泉質
- ナトリウム・カルシウム - 硫酸塩・塩化物泉
  - pH7.6
  - 源泉温度 : 48.4℃
  - 緑濁色・微塩味

### 効能
- 皮膚病・神経痛・関節痛・筋肉痛・やけど・動脈硬化症など

※注 : 効能はその効果を万人に保証するものではない　

## 温泉街
温泉付きキャビン棟を併設しており温泉が引かれている。
市営の温泉施設へのアルコール類の持込及び飲酒は禁止されている。

## 歴史
- 1986年（昭和61年）掘削開始
- 1988年（昭和63年）温泉湧出
- 1989年（平成1年）温泉施設開所

## アクセス
- 鉄道 : 宇都宮線西那須野駅より市営バスで約50分
- 車 : 東北自動車道那須ICより約35分